# Voicetracking
Voicetracking är ett engelskt begrepp som även används på svenska, och som innebär inspelning av talsegment i en "bandad" radiosändning.
Programledaren ser på en dataskärm vilken musik, reklam, jinglar med mera, som ska sändas, och spelar in de mellanliggande avsnitt där han eller hon ska tala. När radioprogrammet sedan ska sändas sköter datorn om utsändningen av de olika elementen i vald ordning och för lyssnaren låter det som att det finns en programledare på plats i studion.
Voicetracking används av de flesta kommersiella radiostationer i de flesta länder. Även icke-kommersiella radiostationer och Public Service-stationer har börjat anamma tekniken.

## Fördelar med voicetracking
- Man kan spela in en timmes program på ungefär 10 minuter, vilket gör det till ett tidseffektivt sätt att göra en sändning.
- Man behöver inte ha nattanställd personal och kan ändå göra nattsändningar för sina lyssnare.
- Man kan dela programledare mellan olika stationer och frekvenser och på så sätt hålla nere personalkostnaderna ytterligare.
- Med en bra mikrofon och en dator med internetuppkoppling kan programledaren sitta var som helst i världen och göra program som sedan skickas till radiostationen.

## Nackdelar med voicetracking
- Uppgifter som tidsangivelse kan vara svåra att göra om man inte vet exakt på minuten när det inspelade talsegmentet kommer att sändas. Vissa system har stöd för detta men inte alla.
- Plötsliga händelser som har inträffat mellan inspelningen och utsändningen kommer inte med.
- Tekniska problem (dock inte särskilt vanliga men möjliga) kan göra att talsegmenten inte kommer i rätt ordning, uteblir eller kommer "alla på en gång".